# Momo (zespół muzyczny)
Momo (zapis stylizowany: MoMo) – polski projekt muzyczny, założony jako zespół muzyczny grający pop alternatywny w 2011 producenta Michała Mareckiego i przez wokalistkę Annę Ołdak, a następnie solowy projekt piosenkarki.
Ołdak opisuje tworzoną przez siebie muzykę jako „eklektyczno-romantyczny elektro-pop określany mianem art-pop” nawiązujący do dobrych tradycji kompozytorsko-produkcyjnych lat 80. i 70. XX wieku oraz muzyki country i współczesnej muzyki pop.

## Kariera
Zespół MoMo powstał wiosną 2011 w Warszawie z inicjatywy wokalistki Anny Ołdak oraz producenta Michała Mareckiego, muzyka występującego m.in. w zespole T.Love. Nazwa formacji nawiązuje do słowotwórczo-logopedycznych fascynacji wokalistki, która z wykształcenia jest m.in. logopedą i lektorem, a także do pierwszych liter nazwisk pary, która związana jest ze sobą nie tylko zawodowo, ale i prywatnie. Na początku 2012 do składu dołączyli: gitarzysta Jacek Perkowski, basista Jacek Szafaniec oraz perkusista Tomasz Waldowski.
Na początku 2013 wzięli udział w przesłuchaniach do piątej edycji programu Polsatu „Must Be the Music. Tylko muzyka”. W pierwszym etapie wykonali debiutancki singiel Od dzisiaj i awansowali do rundy półfinałowej, w której zaprezentowali utwór Obietnice, nie zdobywając awansu do finału. W czerwcu wystąpili na 50. Krajowym Festiwalu Piosenki Polskiej w Opolu w ramach konkursu „SuperPremiery 2013”, podczas którego zagrali singiel Od dzisiaj. Przed koncertem finałowym w sieci opublikowana została wersja demonstracyjna piosenki, przez co udział zespołu w imprezie był zagrożony z powodu naruszenia jednego z punktów regulaminu dotyczącego wcześniejszej premiery utworu. Wytwórnia EMI Music Polska wydała wówczas oświadczenie, w którym odparła zarzuty, tłumacząc, że wersje utworów różnią się między sobą, a zgłoszona kompozycja nie została opublikowana na żadnej płycie prezentowanej w rozgłośniach radiowych i stacjach telewizyjnych. We wrześniu wydali debiutancki album studyjny, zatytułowany po prostu Momo, na którym pracowali z Anną Saraniecką, Radosławem Łukasiewiczem, Pablopavo, Janem Piętką i Igorem Spolskim. W ramach promocji krążka wystąpili jako goście muzyczni m.in. w programach „Kuba Wojewódzki”, „Dzień dobry TVN” i „Świat się kręci”. Pozytywne recenzje o albumie napisali m.in.: Piotr Metz, Piotr Stelmach, Marika, Muniek Staszczyk i Sidney Polak. W grudniu 2013 wystąpili gościnnie w projekcie serwisu „Uwolnij Muzykę!”, podczas którego wykonali akustyczne wersje swoich singli.
W kwietniu 2014 Ołdak zaczęła realizację autorskiego projektu muzycznego „NeoMoMo”, który skupiał się na połączeniu dźwięków ze światłem w formie programu składającego się z wywiadu i minikoncertu, w trakcie którego artyści wykonują w duecie utwór z repertuaru zespołu MoMo oraz z repertuaru gościa. W lipcu Ołdak zaprezentowała teledysk do singla „Szafa”. W 2017 kontynuowała pracę nad drugim albumem studyjnym. 8 marca 2018 wydała singiel „Różowy/Niebieski”, który nagrała z Pablopavo. W 2019 doprecyzowała w wywiadzie dla Radia PiK, że Momo jest jednoosobowym projektem, którzy tworzy solowo.

## Działalność charytatywna i społeczna
Zespół został ambasadorem akcji Zaczytani, mającej na celu społeczne poruszenie, dzięki któremu powstaną biblioteki dla dzieci i młodzieży znajdujące się w szpitalach, świetlicach oraz rodzinnych domach dziecka i hospicjach. Założyciele zespołu wspierali także środowiska LGBT, biorąc udział m.in. w akcjach na rzecz eliminowania homofobii. We wrześniu 2014 zagrali minikoncert podczas konferencji „Ramię w ramię po równość – LGBT i przyjaciele” organizowanej przez Kampanię Przeciw Homofobii.

## Dyskografia

### Albumy studyjne
| Rok  | Informacje                                                                              |
| ---- | --------------------------------------------------------------------------------------- |
| 2013 | Momo - Data wydania: 17 września 2013 - Wytwórnia: Parlophone Music Poland - Format: CD |